# Liste der Monuments historiques in Corzé
Die Liste der Monuments historiques in Corzé führt die Monuments historiques in der französischen Gemeinde Corzé auf.

## Liste der Bauwerke
| Bezeichnung                                                            | Beschreibung              | Standort                     | Kennzeichnung | Schutzstatus | Datum | Bild           |
| ---------------------------------------------------------------------- | ------------------------- | ---------------------------- | ------------- | ------------ | ----- | -------------- |
| Dolmen du Bois de la Pidoucière                                        |                           | Bois de la Pidoucière (Lage) | PA00109066    | Inscrit      | 1984  |                |
| Reste des Klosters Chaloché (auch auf dem Gebiet von Chaumont-d’Anjou) | Erbaut im 12. Jahrhundert | (Lage)                       | PA00109065    | Inscrit      | 1973  | weitere Bilder |

## Liste der Objekte
- Monuments historiques (Objekte) in Corzé in der Base Palissy des französischen Kultusministeriums